# Liga Nacional B
La Liga Nacional B è stata la seconda divisione del campionato boliviano di calcio. Fondata nel 2011, prese il posto della Copa Simón Bolívar, che per circa 50 anni fu il secondo livello del calcio boliviano, e fu soppressa nel 2016, per lasciare il posto alla rediviva Copa Simón Bolívar.
Al Nacional B partecipacano i campioni delle associazioni dei nove dipartimenti, un campione nazionale provinciale e le ultime due retrocesse dalla categoria superiore.
Le squadre iscritte dovevano contemporaneamente anche impegnarsi nei tornei di Primera A dei rispettivi dipartimenti: il progetto prevedeva l'assenza di retrocessioni dalla Liga 2011, ma ben 3 da quella 2012.

## Formula
Le tredici squadre della Liga Nacional B erano divise in due gruppi, uno da sette squadre e l'altro da sei con gare di andata e ritorno. Alla fine del minitorneo, le migliori due dei gironi si affrontavano in un quadrangolare finale: le prime due classificate nel quadrangolare giocavano la finalissima, in gara unica, per il titolo.

## Albo d'oro

### 1989-2010
- 1989 -  Enrique Happ
- 1990 -  Universidad Cruceña
- 1991 -  Enrique Happ
- 1992 -  Enrique Happ
- 1993 -  Real Santa Cruz
- 1994 -  Stormer's
- 1995 -  Deportivo Municipal
- 1996 -  Blooming
- 1997 -  Real Potosí
- 1998 -  Unión Central
- 1999 -  Atlético Pompeya
- 2000 -  Iberoamericana
- 2001 -  San José
- 2002 -  Aurora
- 2003 -  La Paz
- 2004 -  Destroyers
- 2005 -  Univ. Sucre
- 2006 -  Real Mamoré
- 2007 -  Guabirá
- 2008 -  Nacional Potosí
- 2009 -  Guabirá
- 2010 -  Nacional Potosí

### 2011-2016 (Liga Nacional B)
| Stagione  | Campione               | Seconda classificata   | Terza classificata                             |
| --------- | ---------------------- | ---------------------- | ---------------------------------------------- |
| 2011-2012 | Petrolero              | Destroyers             | Jorge Wilstermann                              |
| 2012-2013 | Guabirá                | Sport Boys             | Ciclón                                         |
| 2013-2014 | Universitario de Pando | Petrolero              | García Agreda                                  |
| 2014-2015 | Ciclón                 | Atlético Bermejo       | Guabirá                                        |
| 2015-2016 | Guabirá                | Universitario del Beni | Empresa Minera Huanuni Universitario de Tarija |